# Hezār Jerīb
Hezār Jerīb (persiska: هزار جريب) är en ort i Iran.   Den ligger i provinsen Lorestan, i den centrala delen av landet, 300 km sydväst om huvudstaden Teheran. Hezār Jerīb ligger 2 007 meter över havet och antalet invånare är 261.
Terrängen runt Hezār Jerīb är kuperad. Runt Hezār Jerīb är det ganska tätbefolkat, med 166 invånare per kvadratkilometer. Närmaste större samhälle är Bīchūn-e Soflá, 14,6 km nordväst om Hezār Jerīb. Trakten runt Hezār Jerīb består i huvudsak av gräsmarker.